# فرماندار پرایتوری
فرماندار پرایتوری (به لاتین: Praefectus Praetorio) یک مأمور (افسر) ارشد در امپراتوری روم بود. این عنوان ابتدا درباره فرماندهٔ گارد پرتورین به کار برده می‌شد و به‌تدریج کارکردهای قانونی و اداری گرفته و دارندگان این منصب معاونان ارشد امپراتور می‌شدند. در زمان کنستانتین یکم از قدرتِ این منصب به حد قابل توجهی کاسته شد و به یک سِمت غیرنظامی (مدنی) صِرف تقلیل یافت، در حالی‌که در زمان جانشینان او فرمانداری پرایتوری همچون بالاترین تقسیم‌بندی اداری امپراتوری ظهور کرد و فرمانداران پرایتوری بار دیگر به‌عنوان وزرای ارشد دولت خدمت کردند به‌طوری که بسیاری از قوانین به نام آن‌ها بود. در این نقش، فرمانداران پرایتوری از سوی امپراتوری روم شرقی (و پادشاهی استروگوت‌ها) منصوب می‌شدند تا اینکه در دوران هراکلیوس (امپراتور بیزانس) در سده هفتم میلادی، این امپراتور با اصلاحاتی دامنه‌دار قدرتشان را کاهش داد و آنان را به ناظرانِ صرفِ ادارات استانی بدل کرد. آخرین رد و نشان‌ها از فرماندار پرایتوری در همین امپراتوری بیزانس و در دهه ۸۴۰ میلادی ناپدید شدند.
واژه praefectus praetorio اغلب با عنوان اختصاری PR PR یا PPO نشان داده می‌شد.